# Bjarke Sahl
Bjarke Sahl, do 2007 r. Bjarke Kristensen (ur. 9 kwietnia 1956 w Kopenhadze) – duński szachista, reprezentant Norwegii od 2007 roku, mistrz międzynarodowy.

## Kariera szachowa
W latach 80. należał do czołówki duńskich szachistów. Wielokrotnie startował w finałach mistrzostw Danii, najlepszy wynik osiągając w 1981 r. w Aarhus, gdzie podzielił I m. (wspólnie z Erlingiem Mortensenem). Rozegraną w Kopenhadze dogrywkę o tytuł mistrza kraju przegrał 1½ – 2½ i zdobył medal srebrny. W tym samym roku zwyciężył w Esbjergu (turniej B). W 1988 r. jedyny raz w swojej karierze wystąpił w narodowej drużynie na szachowej olimpiadzie w Salonikach, natomiast w 1990 r. podzielił II m. (za Larsem Bo Hansenem) w Gistrup. W 1993 r. osiągnął swój największy międzynarodowy sukces, zwyciężając (przed m.in. Jonathanem Tisdallem, Ferdinandem Hellersem, Einarem Gauselem, Loekiem van Welym i Aleksandrem Baburinem) w silne obsadzonym (X kategoria FIDE) turnieju w Skei. W 1996 r. zajął I m. w openie w Hafnarfjordurze.
Od pierwszych lat XXI wieku zaczął występować przede wszystkim w turniejach organizowanych w Norwegii, w tym m.in. w finałach indywidualnych mistrzostw tego kraju (najlepszy dotychczasowy wynik: IV-VI m. w 2006 roku).
Najwyższy ranking w karierze osiągnął 1 lipca 1993 r., z wynikiem 2470 punktów dzielił wówczas IV-V m. wśród duńskich szachistów. W 2002 r. Międzynarodowa Federacja Szachowa zatwierdziła wypełnienie przez niego trzech norm na tytuł arcymistrza, jednakże z powodu braków formalnych tytuł ten nie został mu przyznany. Otrzyma go w przypadku osiągnięcia rankingu min. 2500 punktów.